# Alfonso G. Calderón Velarde
Alfonso G. Calderón Velarde är en ort i Mexiko.   Den ligger i kommunen Sinaloa och delstaten Sinaloa, i den västra delen av landet, 1 200 km nordväst om huvudstaden Mexico City. Alfonso G. Calderón Velarde ligger 43 meter över havet och antalet invånare är 2 265.
Terrängen runt Alfonso G. Calderón Velarde är platt. Runt Alfonso G. Calderón Velarde är det ganska tätbefolkat, med 100 invånare per kvadratkilometer. Närmaste större samhälle är Leyva Solano, 14,2 km söder om Alfonso G. Calderón Velarde. Trakten runt Alfonso G. Calderón Velarde består till största delen av jordbruksmark.